# Lior Karmi
Lior Karmi, född den 1 november 1975, är en israelisk kanotist.
Hon tog bland annat VM-brons i K-1 1000 meter i samband med Sprintvärldsmästerskapen i kanotsport 2003 i Gainesville, Georgia.